# Temor reverencial
El temor reverencial (en latín: metus reverentialis) es un concepto jurídico presente en el derecho de obligaciones.

## España
En España, se define el mismo en el artículo 1 267 del Código Civil como «el temor de desagradar a las personas a quienes se debe sumisión y respeto».

El temor de desagradar a las personas a quienes se debe sumisión y respeto no anulará el contrato.
Artículo 1 267, párrafo 4º

La doctrina coincide en que si bien en la tradición jurídica española siempre se ha contemplado el temor reverencial como el producido en los hijos respecto de sus padres y ascendientes, la dicción del Código es más expansiva al indicar genéricamente «personas a las que se debe sumisión y respeto», sean éstas familiares o no del contratante.
En cualquier caso, el Código Civil niega que el temor reverencial pueda ser causa para anular una obligación por vicio en el consentimiento.
Distinto del temor reverencial es la intimidación, que en efecto sí es un vicio del consentimiento.
Someramente, para que exista intimidación a los efectos de anular la obligación es necesario que exista un «temor racional y fundado de sufrir un mal inminente y grave en su  persona [la del contratante] o bienes, o en la persona o bienes de su cónyuge, descendientes o ascendientes» conforme indica el párrafo segundo del artículo 1 267 del Código Civil. A diferencia del temor reverencial, que sería un miedo interno a decepcionar o contrariar a ciertas personas, la intimidación se concreta en una amenaza externa que altera el estado volitivo del contratante de tal modo que se inspira en éste un miedo concreto de sufrir un mal inminente y grave; y es a causa de ello que consiente en obligarse sin quererlo realmente.